# Meditație (educație)
Meditațiile sunt un fenomen care se înfățișează ca o complementară de învățământ privat pentru elevi și studenți.
Aceștia își suplimentează cunoștințele dobândite în școli, licee sau universități, cu lecții, cel mai adesea ținute de profesori la ei acasă. Ele sunt un efect al deficienței sistemului educațional român, a nivelului redus de prețuire a meseriei de profesor în România și a dezinteresului elevilor în instituții de învățământ.
Începând cu 2014, Codul de Etică pentru învățământul preuniversitar prevede ca profesorilor să li se interzică să acorde meditații propriilor elevi. Fenomenul continuă însă, sistemul rămâne la fel de deficitar.
Unele universități oferă meditații gratuite elevilor, pentru a atrage un număr suficient de studenți.

## Controverse
Această activitate este puternic ne-fiscalizată.
În anul 2010, "piața" meditațiilor a fost estimată la 230 de milioane de euro, în timp ce, din punct de vedere oficial, în 2008 și 2009 afacerea meditațiilor a fost de doar câte un milion de euro pe an, conform datelor ANAF.
În anul 2015, un număr de 48 de cadre didactice au fost puse sub învinuire într-un mare scandal de evaziune fiscală în Educație. Un grup de profesori care făceau meditații cu elevi, organizau și diverse concursuri, contra cost, fără să plătească taxe, în spațiile unităților de învățământ preuniversitar, cu acordul directorilor și, implicit, adjuncților care participă la luarea unor decizii în scopul obținerii direct sau indirect a unui folos patrimonial.